# Ponte San Ludovico
Ponte San Ludovico (in francese Pont Saint-Ludovic) è un valico di confine che si trova lungo la SS 1 dir in località Balzi Rossi nel comune di Ventimiglia; il valico è collocato lungo il tracciato a bordo mare di una variante dell'Aurelia ed entra in Francia nella località di Garavan nel comune di Mentone.
Sulla stessa linea di confine sono presenti altri due valichi stradali che conducono in Francia: ponte San Luigi sulla strada statale 1 Via Aurelia al km 697+330 e la galleria Cima Giralda sull'autostrada dei Fiori (che in Francia prende il nome di La Provençale), a circa 6 km dalla barriera autostradale di Ventimiglia.
A metà fra ponte San Ludovico e il soprastante ponte San Luigi transita inoltre la linea ferroviaria Marsiglia-Ventimiglia, che oltrepassa poi il piazzale con un ponte metallico prima di immettersi nella galleria dei Balzi Rossi.
Il valico si trova a circa 9 km da Ventimiglia e circa 2 km dal centro di Mentone (Francia).
Ponte San Ludovico è stato inaugurato il 4 luglio 1964 alle ore 14 e la prima ad attraversare il valico è stata una studentessa svedese, Eva Nordenskjold.
Il traffico previsto all'inaugurazione era di 150 vetture l'ora.
Dal lato francese la costruzione è finita nel 1969.

## Ponte San Luigi
Ponte San Luigi rappresenta invece il confine storico sulla costa del Mar Ligure tra Italia e Francia; la delimitazione ufficiale del confine e della relativa frontiera venne fissata il 29 ottobre 1861 con il posizionamento dei cippi di confine lungo tutto il percorso che partiva dalla foce a mare del rio San Luigi sulla via Aurelia, risalendo il letto del torrente stesso fino alla spalla occidentale del ponte che si trovava a monte.
Sul piazzale (denominato dal lato italiano piazzale Alcide De Gasperi e dal lato francese Carrefour Robert Schuman), oggetto di un intervento di riqualificazione iniziato con la demolizione dei vecchi edifici doganali, è stato installato un vistoso pannello colorato, fissato al ponte ferroviario, recante lo slogan "Porta d'Italia - dove la bellezza non ha confini".
"Porta d'Italia" è anche il nome di un monumento dedicato all'italianità che verrà eretto nella stessa area.

## Fonte
- Il Secolo XIX ed. Imperia, 5 luglio 1964